# Битва при Кустоці (1866)
Битва під Кустоцою (італ. Battaglia di Custoza, нім. Schlacht bei Custozza) — битва, яка відбулась 24 червня 1866 між військами королівства Італія та Австрійської імперії під час Австро-італійської війни 1866 року, яку в Італії називають «третьою війною за незалежність».
Незважаючи на чисельну перевагу італійців, армія Австрії, якою командував Альбрехт Австрійський, завдала поразки італійській армії під командуванням Альфонсо Ферреро Ламармора.

Битви Австро-італійської війни 1866 року

У рамках союзу з Пруссією 20 червня 1866 року Італія оголосила війну Австрії. Італійська армія складалась з 2 частин: 11 піхотних дивізій (120 000 солдатів) біля ріки Мінчо, на схід від Верони, під командуванням Альфонсо Ферреро Ламармора і 5 піхотних дивізій (80 000 солдатів) в пониззі річки По під командуванням суперника Ламармора, Енріко Чалдіні. Перед ними була австрійська Південна армія, що складалась з трьох піхотних корпусів і двох кавалерійських дивізій (75 000 чоловік) під командуванням ерцгерцога Альбрехта Габсбургського.
Війська генерала Ламармора переправилися через річку Мінчо і вторглись у Венето. Між тим, австрійська армія ерцгерцога Альберта Габсбургського рушила на захід від Верони на півночі Італії, в спробі відрізати італійців від їх тилів. Цей маневр не вдався, в результаті чого війська зустрілись біля міста Кустоца.
В цій битві австрійці мали перевагу через якість зброї — в той час, як італійські солдати використовували в основному гладкоствольні рушниці, їх супротивники використовували нарізні гвинтівки, що забезпечували більшу дальність та точність стрільби. Крім того, австрійці мали перевагу в артилерії.
Через неузгодженість в діях італійського командування через Мінчо переправилось тільки 65 000 солдатів.
Італійці розпочали штурм австрійських позицій на пагорбах біля Кустоци, але були відкинуті.
Фланговий удар австрійських уланів посіяв паніку в лавах італійців, які почали відступати.
Досить значні втрати австрійців не дозволили їм остаточно розгромити італійців, проте італійці змушені були відступити з Венето.
Лише перемога Пруссії в битві під Садовою спонукала Австрію до мирних переговорів, що призвело до об'єднання Італії.